# Município de Highland (condado de Defiance, Ohio)
O município de Highland (em inglês: Highland Township) é um município localizado no condado de Defiance no estado estadounidense de Ohio. No ano de 2010 tinha uma população de 2.372 habitantes e uma densidade populacional de 25,43 pessoas por km².

## Geografia
O município de Highland encontra-se localizado nas coordenadas 41° 12′ 35″ N, 84° 17′ 06″ O. Segundo a Departamento do Censo dos Estados Unidos, o município tem uma superfície total de 93.27 km², da qual 93.27 km² correspondem a terra firme e (0%) 0 km² é água.

## Demografia
Segundo o censo de 2010, tinha 2.372 pessoas residindo no município de Highland. A densidade populacional era de 25,43 hab./km².